# Nữ sinh trung học (manga)

Bìa Dengeki Daioh tháng 5 năm 2002 với hình ảnh là các nhân vật chính trong bộ truyện

Nữ sinh Trung học - Azumanga Daioh (tiếng Nhật: あずまんが大王, Hepburn: Azumanga Daiō?, nghĩa là "Đại vương Azumanga") là một loạt manga yonkoma hài do tác giả Azuma Kiyohiko viết và vẽ minh họa; bộ truyện đã được đăng từng số trên tạp chí Dengeki Daioh của MediaWorks từ năm tháng 2 năm 1999 đến năm 2002. Ba chương mới thêm được xuất bản trong Monthly Shōnen Sunday của  Shogakukan vào tháng 5 năm 2009 để kỷ niệm 10 năm ra mắt của manga. Manga phiên bản tiếng Anh được phát hành lần đầu cho ADV Manga, và phát hành lại sau đó cho Yen Press. Tại Việt Nam, TVM Comics đã được cấp phép bản quyền phát hành manga dưới từ đề tiếng Việt chính thức là "Nữ sinh Trung học", và phiên bản anime từng được Công ty Cổ phần Truyền thông Trí Việt (TVM Corp.) mua bản quyền phát sóng trên HTV3 lần đầu từ ngày 1 tháng 9 năm 2008.
Loạt manga được vẽ với phong cách yonkoma, loạt manga diễn tả cuộc sống hằng ngày của các cô gái cùng lớp trong 3 năm học trung học của họ. Loạt manga được đánh giá cao về sự hài hước của nó với các nhân vật có tính cách khác người và Azuma Kiyohiko được khen như "Bậc thầy của phong cách yonkoma" vì cả phong cách vẽ cũng như cốt truyện vừa vặn của nó.
Loạt manga được J.C.Staff chuyển thể thành anime và phát sóng từ ngày 8 tháng 4 đến 30 tháng 9 năm 2002 trên kênh TV Tokyo và AT-X. Các anime được chiếu dưới dạng từng đoạn phim ngắn 5 phút mỗi ngày, và cuối cùng là toàn bộ tập phim dài 25 phút vào cuối tuần, tổng cộng là 130 đoạn phim ngắn được tập hợp thành 26 tập phim. Starchild Records đã phát hành các tập tổng hợp dưới dạng DVD và Universal Media Disc (UMD), các đoạn phim ngắn 5 phút có thể được phân biệt bởi các tiêu đề của chúng.

## Ý nghĩa tiêu đề
Tiêu đề của tác phẩm này không hề liên quan đến cốt truyện. Azumanga là kết hợp giữa tên của tác giả là Azuma và manga, còn Daioh là tên của tạp chí đầu tiên đã đăng loạt manga này là Dengeki Daioh. Trong anime Daioh cũng được sử dụng trong phần giới thiệu các tập tiếp theo, nhưng trong anime nó lại mang nghĩa khác là "đại vương".
Azumanga cũng là cách gọi chính cho các tác phẩm khác do Azuma Kiyohiko thực hiện. Hai bộ tập hợp khác của Azuma vẽ giới thiệu cho các hộp đĩa của Pioneer Entertainment cũng được gọi là Azumanga và Azumanga 2 phát hành năm 1998 và 2001. Azumanga sau đó cũng được tái bản với phiên bản cỡ nhỏ hơn với tên Azumanga Recycle.

## Tổng quan

### Sơ lược cốt truyện
Azumanga Daioh ghi lại cuộc sống hàng ngày của một trường trung học vô danh Nhật Bản gồm sáu nữ sinh và hai giáo viên của họ: thần đồng nhí, Chiyo Mihama và cuộc đấu tranh của cô để hòa nhập với những cô gái hơn cô năm tuổi; Sakaki thích những động vật nhỏ nhắn dễ thương nhưng lại bị chúng ghét, Ayumu "Osaka" Kasuga đần độn với góc nhìn lệch lạc về thế giới; Koyomi "Yomi" Mizuhara mệt mỏi với người bạn thân khó chịu; Tomo Takino, người có nghị lực bị cạnh tranh chỉ bởi sự thiếu ý thức của cô; Kagura thể thao và sự cạnh tranh một chiều của mình với Sakaki; giáo viên chủ nhiệm của họ, Yukari Tanizaki; và bạn của cô, giáo viên thể dục Minamo "Nyamo" Kurosawa.
Các nhân vật phụ bao gồm Kimura-sensei, một giáo viên quái dị với tính cách biến thái và Kaorin, một nữ bạn cùng lớp có tình cảm với Sakaki.

## Nhân vật

### Học sinh
Những học sinh này có nhiều tính cách khác nhau.

### Chính
Mihama Chiyo (美浜 ちよ, みはま ちよ)
Lồng tiếng bởi: Kaneda Tomoko/Saitō Ayaka (web radio)
Chiyo Mihama (美 浜 ち よ, Mihama Chiyo), hay gọi là Chiyo-chan, là một thần đồng, cô bé đã nhảy đúp từ lớp 5 đến lớp 10 (năm đầu tiên trung học ở Nhật Bản) khi bắt đầu bộ truyện và đứng đầu lớp. Việc đúp học như vậy là điều không thể tưởng tượng được ở Nhật Bản, và bộ truyện đã khám phá một cách hài hước những hậu quả kỳ quái của nó. Các nhân vật khác thấy Chiyo đáng yêu một cách đáng kinh ngạc, nhưng đôi khi lợi dụng cả sự trẻ trung và học thức của cô bé. Tuy vậy các bạn cùng lớp hầu hết đều tốt với Chiyo, ngoại trừ Tomo, người có vẻ thích trêu chọc. Vóc người thấp bé khiến cô bé thiếu tự tin, đặc biệt là trong những môn thể thao mà cô sợ mình là gánh nặng cho người khác. Chiyo thường xuyên bị các học sinh ghen tị, ban đầu vì sự thông minh của cô, nhưng sau đó cũng vì phát hiện ra rằng gia đình cô cực kỳ giàu có (họ sở hữu một biệt thự rộng lớn và một ngôi nhà để nghỉ mát vào mùa hè, mà Chiyo mời bạn học của cô đến chơi cùng vài lần). Cách thể hiện phong cách của bím tóc của Chiyo cho phép tạo ra một số trò đùa trong cả manga và anime: Osaka thường tưởng tượng chúng giống như những đôi cánh đang vỗ, chúng có thể tách ra và thay thế, chúng điều khiển cô bé, hoặc thậm chí chúng là những thực thể tự lập. Ở nhà, cô thường xuất hiện cùng chó giống Pyrenees, tên Tadakichi. Vì kích thước cô đã bé, Chiyo thậm chí có thể cưỡi trên lưng nó như thể cưỡi ngựa. Trong tất cả các nhân vật, cô là người duy nhất không thi vào đại học, vì cô có ý định đi du học ở Mỹ.
Kasuga Ayumu (春日 歩, かすが あゆむ)
Lồng tiếng bởi: Matsuoka Yuki/Kawasumi Ayako (web radio)
Ayumu Kasuga (春日 歩, Kasuga Ayumu), thường được gọi là Osaka (大阪, Ōsaka), là một học sinh chuyển đến từ Osaka. Tomo và Yukari mong đợi cô sẽ hành động giống như Osakan khuôn mẫu (ồn ào, hoa mỹ và thích những trò đùa bỡn cợt). Tomo đã nhanh chóng chọn biệt danh cho cô, mặc dù cách cư xử của Ayumu không thể khác hơn so với Osakan "điển hình". Ayumu cho rằng cô là "quá đơn giản" và "lập dị", nhưng cô thiếu năng lượng hoặc động lực để tranh cãi. Không giống như người Osakan, cô có vẻ chậm chạp và dễ bị phân tâm, nhưng chỉ đơn thuần có một tâm trí hoạt động hoàn toàn khác với hầu hết mọi người. Điều này khiến cô dễ mơ mộng, lơ đễnh và không theo trình tự nhưng nó cũng khiến cô trả lời rất tốt các loại câu đố cụ thể một cách bất thường. Cô bị điểm rất kém ở trường khi ngủ gật trong hầu hết các tiết học của mình, làm cho giáo viên chủ nhiệm của cô - Yukari, rất khó chịu. Cô chơi thể thao rất tệ: kém nhất lớp và có thể là nhất trường. Cô hầu như không có sự linh hoạt trong cơ thể của mình; khi cố duỗi người cho một bài tập khởi động, cô hoàn toàn không cúi người được. Cô dễ thích thú với những thứ mà hầu hết mọi người cho là kỳ quái. Suy nghĩ khác thường của cô mang lại cho cô một trí tưởng tượng rất sống động và một cách nhìn thế giới độc đáo.
Takino Tomo (滝野 智, たきの とも)
Lồng tiếng bởi: Higuchi Chieko/Hanba Tomoe (web radio)
Tomo Takino (滝 野 智, Takino Tomo) cực kỳ năng động và thích cạnh tranh, mặc dù là một người không có kinh nghiệm và lười biếng. Cô ngẫu nhiên thách thức mọi người trong các cuộc thi mà cô không thể thắng - chủ yếu là Sakaki trong thể thao và Chiyo trong việc học. Cô hay chọc tức mọi người xung quanh mình, nhưng đặc biệt là Yomi, người bạn cùng lớp với cô ấy từ thời tiểu học. Tomo cực kỳ bốc đồng và cô không bao giờ cân nhắc cũng như không quan tâm đến hậu quả của bất cứ điều gì mình nói hoặc làm, ví như trong chuyến đi thứ hai đến ngôi nhà mùa hè của Chiyo, Tomo đã giật lấy chìa khóa nhà của Chiyo và ném chúng vào rừng vì cô muốn xem điều gì sẽ xảy ra nếu mất chúng; đó, tất nhiên, là một ý tưởng rất tồi. Tuy nhiên, trong những lần Tomo thực sự được truyền cảm hứng để tập trung vào việc gì đó, cô đã chứng tỏ rằng mình có khả năng khá tốt. Cô đã thành công trong việc đạt được điểm số cần thiết để đủ điều kiện vào cùng trường trung học với Yomi.
Mizuhara Koyomi (水原 暦, みずはら こよみ)
Lồng tiếng bởi: Tanaka Rie/Inoue Yuki (web radio)
Koyomi Mizuhara (水 原 暦, Mizuhara Koyomi), thường được gọi là Yomi, là một người bạn thời cấp ba của Tomo. Cô là tiếng nói của lý trí của bộ truyện, mang trong mình là thành viên trưởng thành nhất và đôi khi cay đắng nhất trong nhóm. Mặc dù thông minh và có thể lực, cô thường xuyên không hài lòng với bản thân vì cân nặng của mình và luôn cố gắng áp dụng chế độ ăn khác nhau để cố gắng trở nên gầy hơn. Tuy nhiên, cô dường như không bao giờ có thể tuân theo những chế độ ăn kiêng này, vì cô thường xuyên bị cám dỗ bởi những món ăn yêu thích của mình. Một điểm yếu khác của nhân vật Yomi là mặc dù cô ở trên mức trung bình trong mọi thứ khác, cô là một ca sĩ tệ, nhưng karaoke là một trong những trò tiêu khiển yêu thích của cô. Mặc dù thường cố tỏ như một "người đàn ông thẳng thắn" của Tomo, cô đôi khi thể hiện một khiếu hài hước khá độc ác, chẳng hạn như lừa Osaka ăn một chiếc bánh croquette cực kỳ cay. So với hầu hết các bạn cùng trang lứa, Yomi sử dụng kiểu nói tiếng Nhật nam tính hơn, đặc biệt là khi đối mặt với những trò hề của Tomo. Tuy nhiên, mặc dù cô thích nghĩ rằng mình vượt trội hơn so với hành vi thiếu chín chắn của một số bạn cùng lớp, nhưng trong một số trường hợp nhất định, Yomi đã chứng minh rằng cô có thể trẻ con như những nhân vật còn lại, chẳng hạn như cố gắng để lấy may mắn từ Chiyo cho chiếc bùa hộ mệnh mượn tí xíu trí thông minh của Chiyo để cô có thể vượt qua kỳ thi tuyển sinh đại học.
Sakaki (榊, さかき)
Lồng tiếng bởi: Asakawa Yū
Sakaki (榊, Sakaki) là một cô gái cao ráo, ăn nói nhỏ nhẹ, với chiều cao và vóc dáng nở nang của mình. Bởi vì cô rất nhút nhát, ít khi nói, và tính cẩn thận của cô bị hiểu sai là bí ẩn hoặc thú vị. Danh tiếng này càng được củng cố bởi thực tế là hầu hết các đội thể thao của trường đều cố gắng tuyển dụng cô hàng năm trong truyện vì khả năng thể thao bẩm sinh của cô (cô thường khỏe hơn và nhanh hơn hầu hết các nam sinh trong trường), nhưng vì phần lớn, cô không có hứng thú với thể thao. Hầu hết học sinh nghĩ rằng vì thái độ của cô, rằng không thích bất cứ thứ gì, trái ngược với những gì các học sinh khác nghĩ, Sakaki trên thực tế là một người rất nhạy cảm về mặt tình cảm và luôn giữ bí mật về những điều dễ thương. Cô yêu động vật, nhưng những con mèo hàng xóm không thích cô, hay cắn cô khi cô cố nựng nó, và cha mẹ cô không cho phép nuôi mèo trong nhà của họ vì dị ứng. Ngoại trừ chú chó Tadakichi, sẽ để cô ấy cưng nựng nó. Tình bạn này thực sự cho thấy hoàn cảnh trớ trêu của họ, vì Sakaki ước cô trông giống Chiyo hơn, để mình dễ thương có thể công khai theo đuổi sở thích của mình với những thứ dễ thương, và Chiyo ước rằng cô trông giống Sakaki hơn để sẽ thấy cô ngầu và mọi người sẽ coi trọng mình hơn. Sau đó trong bộ truyện, Sakaki cũng kết bạn với một con mèo con Iriomote mà cô gặp ở đảo Iriomote trong một chuyến đi cùng lớp đến Okinawa.
Kagura (神楽, かぐら)
Lồng tiếng bởi: Kuwashima Hōko/Saiga Mitsuki (web radio)
Kagura (神 楽) là người bạn quen sau này, gia nhập lớp của Yukari vào năm thứ 2. Cô vốn là học sinh trong lớp của Nyamo và thể hiện một tinh thần cạnh tranh rất cao với các bạn cùng lứa tuổi (mặc dù cô không mấy thành công trong học tập). Cô dành phần lớn thời gian của mình cho đội bơi (đó là lý do da cô bị rám nắng) nhưng lại là một vận động viên giỏi toàn diện và thực sự tốt với các bạn cùng lớp. Cô có một chút ám ảnh với Sakaki, người mà cô coi như một đối thủ thể thao. Điều này chủ yếu là do trong khi Kagura tập luyện liên tục để giữ dáng, thì Sakaki lại là một vận động viên có năng khiếu bẩm sinh mà không cần tập luyện gì cả. Giống như Tomo, Kagura có xu hướng khá bốc đồng trong hành động của mình (mặc dù không giống như Tomo, Kagura nhận thức được điều này một cách có ý thức và cố gắng thực sự để giữ nó trong tầm kiểm soát). Với sự xuất hiện của Kagura, một bộ ba kẻ tầm thường - cùng với Tomo và Osaka - được thành lập được gọi là "Bonkuras" (tạm dịch là "Đội ngốc" hoặc "Những kẻ phá hoại"). Giống như Sakaki, cô ấy khá có ngực khủng (và Tomo trêu chọc cả hai người về bộ ngực lớn của họ), nhưng cô tomboy hơn (trái ngược với bản chất thanh lịch hơn của Sakaki). Cô cũng đã nói rõ rằng mình sẽ không dung thứ cho những trò hề của ông Kimura.

##### Phụ
Kaori (かおり)
Lồng tiếng bởi: Nogawa Sakura
Kaori (か お り), còn được gọi là Kaorin, là một cô gái say mê Sakaki, người có cảm xúc đơn phương và hay lo lắng thái quá. Bạn bè của cô hầu như không biết về tình cảm của cô dành cho Sakaki, và không biết liệu Sakaki có đáp lại hay không (trong tập đầu tiên, Kaorin đã không mời Sakaki đến câu lạc bộ thiên văn học vì sợ bị từ chối; Tuy vậy, Sakaki có vẻ buồn vì điều đó Kaorin đã không mời cô ấy). Ngay cả khi Sakaki biết tình cảm của Kaorin dành cho mình, cô ấy cũng không bao giờ có dấu hiệu coi cô ấy là bất cứ thứ gì khác ngoài một người bạn. Kaorin bình thường nhút nhát và nhạy cảm với lỗi lầm, nhưng thường được biết đến là người có tính khí hung dữ và dễ bị ghen tuông tột độ khi có sự tham gia của Sakaki. Cô cũng có thể bị rối loạn thần kinh một chút. Cô có một số năng khiếu nghệ thuật, và đã giúp thiết kế bộ đồ chim cánh cụt cho Chiyo.

#### Giáo viên
Tanizaki Yukari (谷崎 ゆかり, たにざき ゆかり)
Lồng tiếng bởi: Hiramatsu Akiko
Yukari Tanizaki (谷 崎 ゆ か り, Tanizaki Yukari), còn được gọi là Yukari-sensei và giáo viên chủ nhiệm (lớp 3), nhưng là giáo viên với các phương thức rất độc đáo và có mối quan hệ khá chặt chẽ với lớp. Học sinh của cô thường gọi cô bằng tên riêng: Yukari-sensei, và một số còn gọi cách thân mật, Yukari-chan. Tùy thuộc vào tâm trạng của cô, cô có thể là một bạo chúa khủng khiếp hoặc ngọt ngào. Giống như Tomo, Yukari khá bốc đồng (ăn trộm xe đạp của nam sinh nào đó để tránh đến lớp muộn trong ngày nhập học đầu tiên), trái ngược hẳn với bản tính dè dặt hơn giáo viên Nyamo. Yukari cũng là một tay lái tồi khủng khiếp, bằng chứng là tình trạng xe nát bét và kinh khủng của nó, chiếc Toyota Corolla màu bạc.
Kurosawa Minamo (黒沢 みなも, くろさわ みなも)
Lồng tiếng bởi: Hisakawa Aya/Hiramatsu Akiko (web radio)
Minamo Kurosawa (黒 沢 み な も, Kurosawa Minamo), còn được gọi là Kurosawa-sensei hoặc "Nyamo" (に ゃ も) hay "Nyamo-sensei," là giáo viên thể dục tại trường. Trong năm đầu tiên của trường trung học, cô là giáo viên chủ nhiệm của lớp 5. Trong hai năm cuối cùng của họ, cô là giáo viên chủ nhiệm của lớp 2. Cô là bạn trung học cũ và là đối thủ với Yukari. Nổi tiếng với các học sinh, Nyamo là một giáo viên tốt, và không giống như Yukari, cô nói chung là người biết kiểm soát tình huống và cảm xúc. Mặc dù họ có hay gây lộn nhau, cô cũng cố gắng giúp đỡ Yukari theo thời gian và cố gắng truyền cảm hứng để bạn cô trở thành một giáo viên tốt hơn (hầu hết những nỗ lực đều đi tong). Lâu lâu, Minamo đã chứng minh rằng cô có thể dễ bị mất kiểm soát như Yukari.
Kimura (木村, きむら)
Lồng tiếng bởi: Ishii Kōji
Kimura (木村 先生, Kimura-sensei), còn được gọi là ông Kimura, là nhân vật nam "bình thường" duy nhất trong truyện. Kimura là một giáo viên dạy tiếng Nhật cổ điển "creepy" và thích nữ sinh trung học, người đã công khai thừa nhận mình trở thành giáo viên để được gần gũi với các nữ sinh. Ông cực háo sắc và công khai kiếm cớ để "quan sát" các nữ sinh, chẳng hạn như trong giờ học bơi hoặc khi họ được y tá của trường đo và cân. Ông đặc biệt thích Kaorin, khiến cô khó chịu. Ông gọi cô bằng biệt danh "Kaorin", và cô cảm thấy ông dành tình cảm của mình đến mức không thích hợp giữa học sinh và giáo viên. Khi cô lên tiếng phản đối việc bị ông gọi là "Kaorin", ông sau đó yêu cầu cô xưng hô với ông bằng cái tên dễ thương tương tự "Kimurin" và chả có gì ngạc nhiên khi Kaorin từ chối lời đề nghị này. Kimura thường xuyên xuất hiện với cái miệng há hốc và đôi mắt của ông bị che bởi cặp kính cận. Trong anime, ông luôn là người cởi mở. Hầu hết các nữ sinh (và một số giảng viên) cực kỳ ghét ông, nhưng một số nam sinh lại ngưỡng mộ "sự chân thành" của ông ta. Bất chấp những hoạt động dâm ô của mình, ông có một người vợ và một cô con gái xinh đẹp, người vợ ông bất chấp cái tính háo sắc của ông, thậm chí còn tuyên bố rằng ông rất đẹp trai và nghĩ rằng "anh ấy thật tuyệt!"

#### Sinh vật
Chiyo-chichi (ちよ父)
Lồng tiếng bởi: Wakamoto Norio
Là một sinh vật giống mèo thú nhồi bông kỳ lạ và thậm chí có hành động kỳ quặc xuất hiện trong giấc mơ của Sasaki (cũng xuất hiện trong giấc mơ của Osaka), tự xưng là bố của Chiyo. Con thú nhồi bông này cũng xuất hiện trong manga Yotsuba &!
Tadakichi-san  (忠吉さん)
Tadakichi là con chó cưng của Chiyo, giống chó núi Pyrenees, người đã ở cùng cô 5 năm trước khi nhập trung học. Dịu dàng và tử tế, nó đủ lớn để Chiyo có thể cưỡi trên lưng mình. Sakaki đặc biệt thích nó vì nó cho phép cô cưng nựng mà cô không bị cắn. Sakaki cũng mơ về việc có thể cưỡi Tadakichi như Chiyo.
Kamineko (噛み猫)
(Mèo cắn trong tiếng Nhật) là một con mèo xám dễ thương mà Sasaki thỉnh thoảng nhìn thấy trên đường đến trường. Con mèo được nhìn thấy là hay nằm ngủ trên hàng rào, cứ khi Sasaki đi dạo hoặc đi học ngang qua nó cố gắng để nựng nó, nhưng không hiểu sao nó hay cắn cô với việc miệng há to ra và cạp "một cái" kết quả là tay của Sasaki luôn phải băng bó.
Maya (マヤー, Mayā)
Là một con mèo núi Iriomote và cũng là thú cưng của Sasaki. Sasaki gặp được nó khi đang đi leo núi trong kỳ nghỉ cùng lớp đến Okinawa, và cũng là con mèo đầu tiên không cắn cô mà còn cho cô nựng. Mẹ nó mất trong tai nạn xe tông nên nó theo Sasaki đến tận Tokyo và cuối cùng cô nhận nuôi. Vì mẹ cô bị dị ứng nên Sasaki phải để nó ở nhà Chiyo cho đến khi cô vào đại học.

## Truyền thông

### Manga
Azumanga Daioh được vẽ và minh họa bởi Azuma Kiyohiko, gần như toàn bộ được trình bày với phong cách yonkoma. Các chương đã được đăng trên tạp chí Dengeki Daioh của MediaWorks từ tháng 2 năm 1999 đến tháng 5 năm 2002 sau đó tập hợp lại thành 4 tankōbon. Mỗi tankōbon là một năm trong cuộc sống của các nhân vật. Shogakukan đã tiến hành tái bản thành ba tập trong dịp kỷ niệm 10 năm ra đời của loạt manga này, với tập đầu bao gồm năm đầu nhập học và thứ hai của các nhân vật phát hành vào ngày 11 tháng 6 năm 2009. Các tập tái bản có thêm 16 trang các mẫu truyện thêm đã được đăng trên Monthly Shōnen Sunday từ tháng 5 năm 2009 với tên Azumanga Daiō Hoshūhen (あずまんが大王·補習編).
Tại châu Á loạt manga được đăng ký bản quyền với các ngôn ngữ khác nhau như Việt Nam bởi TVM Comics, Hàn Quốc bởi Daiwon C.I., Thái Lan bởi Negibose Comics và Đài Loan bởi Tong Li Publishing.
ADV Manga đã đăng ký bản quyền phiên bản tiếng Anh của loạt manga này tại thị trường Anh và Bắc Mỹ và cũng đã phát hành bốn tập từ năm 2003 đến năm 2004. ADV sau đó đã tái bản loạt manga này thành gói trọn bộ phát hành vào ngày 07 tháng 11 năm 2007. Năm 2009 Yen Press đã mua lại bản quyền phiên bản tiếng Anh tại thị trường Anh và Bắc Mỹ và phát hành phiên bản dịch tiếng Anh riêng dưới dạng gói trọn bộ vào tháng 12 năm 2009. Tại châu Âu loạt manga này cũng được đăng ký bản quyền với các ngôn ngữ tại các nước khác nhau như Pháp bởi Kurokawa, Đức bởi Tokyopop, Tây Ban Nha bởi Norma Editorial và Phần Lan bởi Punainen jättiläinen

### Anime
Phiên bản phim hoạt hình của bộ truyện được sản xuất bởi J.C.Staff và phát sóng trên truyền hình từ ngày 8 tháng 4 năm 2002 đến ngày 30 tháng 9 năm 2002. Bộ phim được phát sóng trên các kênh TV Tokyo, TV Aichi, TV Osaka, và AT-X theo dạng từng đoạn phim ngắn 5 phút mỗi ngày, và cuối cùng là toàn bộ tập phim dài 25 phút vào cuối tuần - tổng cộng là 130 đoạn phim ngắn được tập hợp thành 26 tập phim. Các tập phim sau khi được biên tập - đây là phiên bản duy nhất hàm chứa tựa phim và đoạn giới thiệu danh sách thành viên tham gia phim ở cuối mỗi tập - được phát hành dưới dạng 6 đĩa DVD trong năm 2003 và 9 Universal Media Disc từ năm 2005 đến 2006 bởi Starchild Records, và một bộ đĩa DVD toàn tập được phát hành vào ngày 24 tháng 6 năm 2009; các đoạn phim ngắn 5 phút có thể được phân biệt bởi tiêu đề riêng của chúng.
Ngoài bộ anime ra còn có hai chuyển thể anime khác là Azumanga Daioh: Gekijou Tanpen và Azumanga Web Daioh. Gekijou Tanpen là một đoạn giới thiệu dài 6 phút cho bộ anime dùng để chiếu trong các rạp phim. Web Daioh cũng là một tập giới thiệu ngắn xuất hiện trong một thời gian trên trang web chính thức của Azumanga Daioh dùng để kích thích sự tò mò của khán giả , nó ban đầu dùng để đánh giá sự quan tâm của khán giả nếu nhận được quan tâm đến một mức nào đó thì sẽ tạo một website chuyển thể anime để xem trực tuyến và sẽ chuyển thể từ từ, tuy nhiên do khán giả yêu cầu quá nhiều nên việc tạo website xem trực tuyến đã bị hủy bỏ và thay vào đó là sản xuất hẳn một bộ anime và chiếu trên truyền hình. Hai chuyển thể này có diễn viên lồng tiếng và sử dụng nhạc khác với bộ anime.
TVM đã đăng ký bản quyền tại Việt Nam, ADV Films thì mua bản quyền phát hành tại thị trường Bắc Mỹ. Sáu đĩa DVD có chứa cả Gekijou Tanpen. Các phiên bản ngôn ngữ khác cũng được đăng ký bản quyền như Madman Entertainment đã đăng ký bản quyền tại Úc và New Zealand, Hà Lan bởi Kaze Animation S.A., Pháp bởi Kaze, Tây Ban Nha bởi Xtysus và Đài Loan bởi Mighty Media.

### Âm nhạc
Tập phim ngắn có bài hát chủ đề là Sarabai! (サラバイ！) do Kaneda Tomoko trình bày bài hát này đã phát hành trong đĩa CD đính kèm trong phiên bản DVD của phim chứa các bản nhạc dùng trong phim này phát hành trong tháng 1 năm 2002.
| Azumanga Daioh (Gekijou Tanpen) - Original Soundtrack (あずまんが大王（劇場短編）- オリジナルサウンドトラック) | Azumanga Daioh (Gekijou Tanpen) - Original Soundtrack (あずまんが大王（劇場短編）- オリジナルサウンドトラック) | Azumanga Daioh (Gekijou Tanpen) - Original Soundtrack (あずまんが大王（劇場短編）- オリジナルサウンドトラック) |
| STT | Nhan đề | Thời lượng |
| --- | --- | --- |
| 1. | "Sarabai! (サラバイ!)"                                                                                         | 3:19 |
| 2. | "Sarabai! (Karaoke Ver.) (力ラオケVer.)"                                                                       | 3:20 |
| 3. | "Sarabai! (Edit Ver.) (サラバイ（エディットVer.）)"                                                            | 1:11 |
| 4. | "Opening (オープニング)"                                                                                       | 0:29 |
| 5. | "Bakuhatsu Bonkuraazu (爆発ボンクラーズ)"                                                                      | 1:34 |
| 6. | "Chiyo-chan wa 10-sai de Koukousei (ちよちゃんは10才で高校生)"                                                 | 1:31 |
| 7. | "Osaka Jugyou-chuu no Mousou (大阪授業中の妄想)"                                                               | 2:40 |
| 8. | "Osage wo Sagashite Suspense (おさげを探してサスペンス)"                                                       | 1:54 |
| 9. | "Chiyo-teki Fantasy (ちよ的ファンタジー)"                                                                      | 3:31 |
| 10. | "Another Chiyo (アナザーちよ)"                                                                                 | 1:48 |
| Tổng thời lượng:                                                                                               | Tổng thời lượng:                                                                                               | 21:19 |

Bộ anime có hai bài hát chủ đề một mở đầu và một kết thúc. bài hát mở đầu có tựa Soramimi Cake (空耳ケーキ) do Oranges & Lemons trình bày, bài hát kết thúc có tựa Raspberry Heaven cũng do Oranges & Lemons trình bày. Đĩa đơn chứa hai bài hát đã phát hành vào ngày 24 tháng 4 năm 2002. Một bộ 8 đĩa đơn mỗi đĩa chứa các bài hát của một nhân vật cũng đã được phát hành từ tháng 5 đến tháng 9 năm 2002.
Lantis đã phát hành vài album nhạc của bộ anime trong đó có hai album Azumanga Daioh Original Soundtrack với các bản nhạc dùng trong anime và các bài hát chủ đề, hai album tổng hợp và Vocal Collection với các bài hát do các nhân vật trình bày. Hầu hết các album đều xuất hiện trên bảng xếp hạng Oricon tại Nhật Bản với hạng album cao nhất là hạng 68 thuộc về Tribute to Azumanga Daioh và hạng đĩa đơn cao nhất là hạng 36 thuộc về Soramimi no Cake/Raspberry Heaven.
| Soramimi Cake / Raspberry Heaven (空耳ケーキ / Raspberry Heaven) | Soramimi Cake / Raspberry Heaven (空耳ケーキ / Raspberry Heaven) | Soramimi Cake / Raspberry Heaven (空耳ケーキ / Raspberry Heaven) |
| STT                                                              | Nhan đề                                                          | Thời lượng                                                       |
| ---------------------------------------------------------------- | ---------------------------------------------------------------- | ---------------------------------------------------------------- |
| 1.                                                               | "Soramimi Cake (空耳ケーキ)"                                     | 3:54                                                             |
| 2.                                                               | "Raspberry Heaven"                                               | 3:33                                                             |
| 3.                                                               | "Soramimi Cake (off vocal) (空耳ケーキ (off vocal))"             | 3:54                                                             |
| 4.                                                               | "Raspberry Heaven (off vocal)"                                   | 3:30                                                             |
| Tổng thời lượng:                                                 | Tổng thời lượng:                                                 | 14:51                                                            |

| Azumanga Daioh Character CD Series Vol.1 Mihama Chiyo (あずまんが大王 キャラクターCDシリーズVol.1 美浜ちよ) | Azumanga Daioh Character CD Series Vol.1 Mihama Chiyo (あずまんが大王 キャラクターCDシリーズVol.1 美浜ちよ) | Azumanga Daioh Character CD Series Vol.1 Mihama Chiyo (あずまんが大王 キャラクターCDシリーズVol.1 美浜ちよ) |
| STT | Nhan đề | Thời lượng                                                                                                  |
| --- | --- | --- |
| 1. | "Sekai wa Neohappy (世界はNEOHAPPY)"                                                                        | 4:05 |
| 2. | "Sarabai! ~ Happy-hen (サラバイ！～ハッピー編)"                                                             | 3:35 |
| 3. | "Sekai wa Neohappy (off vocal) (世界はNEOHAPPY (off vocal))"                                                | 4:05 |
| 4. | "Sarabai! ~ Happy-hen (off vocal) (サラバイ！～ハッピー編 (off vocal))"                                     | 3:35 |
| Tổng thời lượng:                                                                                            | Tổng thời lượng:                                                                                            | 15:20 |

| Azumanga Daioh Character CD Series Vol.2 Sakaki (あずまんが大王 キャラクターCDシリーズVol.2 榊) | Azumanga Daioh Character CD Series Vol.2 Sakaki (あずまんが大王 キャラクターCDシリーズVol.2 榊) | Azumanga Daioh Character CD Series Vol.2 Sakaki (あずまんが大王 キャラクターCDシリーズVol.2 榊) |
| STT                                                                                             | Nhan đề                                                                                         | Thời lượng                                                                                      |
| ----------------------------------------------------------------------------------------------- | ----------------------------------------------------------------------------------------------- | ----------------------------------------------------------------------------------------------- |
| 1.                                                                                              | "Kokoro wa Shoujo de Parashuuto (心は少女でパラシュート)"                                       | 4:05                                                                                            |
| 2.                                                                                              | "Mahou Neko ni Aeru Hi wa (魔法猫に会える日は)"                                                 | 3:52                                                                                            |
| 3.                                                                                              | "Kokoro wa Shoujo de Parashuuto (off vocal) (心は少女でパラシュート(off vocal))"                | 4:04                                                                                            |
| 4.                                                                                              | "Mahou Neko ni Aeru Hi wa (off vocal) (魔法猫に会える日は(off vocal))"                          | 3:50                                                                                            |
| Tổng thời lượng:                                                                                | Tổng thời lượng:                                                                                | 15:51                                                                                           |

| Azumanga Daioh Character CD Series Vol.3 Osaka (あずまんが大王 キャラクターCDシリーズVol.3 春日歩) | Azumanga Daioh Character CD Series Vol.3 Osaka (あずまんが大王 キャラクターCDシリーズVol.3 春日歩) | Azumanga Daioh Character CD Series Vol.3 Osaka (あずまんが大王 キャラクターCDシリーズVol.3 春日歩) |
| STT                                                                                                | Nhan đề                                                                                            | Thời lượng                                                                                         |
| -------------------------------------------------------------------------------------------------- | -------------------------------------------------------------------------------------------------- | -------------------------------------------------------------------------------------------------- |
| 1.                                                                                                 | "Shikkari! TRY La Lai (しっかり! TRY La Lai)"                                                      | 4:49                                                                                               |
| 2.                                                                                                 | "Time Pavement"                                                                                    | 4:19                                                                                               |
| 3.                                                                                                 | "Shikkari! TRY La Lai (off vocal) (しっかり! TRY La Lai (off vocal))"                              | 4:49                                                                                               |
| 4.                                                                                                 | "Time Pavement (off vocal)"                                                                        | 4:15                                                                                               |
| Tổng thời lượng:                                                                                   | Tổng thời lượng:                                                                                   | 18:12                                                                                              |

| Azumanga Daioh Character CD Series Vol.4 Takino Tomo (あずまんが大王 キャラクターCDシリーズVol.4 滝野 智) | Azumanga Daioh Character CD Series Vol.4 Takino Tomo (あずまんが大王 キャラクターCDシリーズVol.4 滝野 智) | Azumanga Daioh Character CD Series Vol.4 Takino Tomo (あずまんが大王 キャラクターCDシリーズVol.4 滝野 智) |
| STT | Nhan đề                                                                                                   | Thời lượng                                                                                                |
| --- | --- | --- |
| 1. | "Bai Bai Peace (ぽいぽいPEACE)"                                                                           | 4:17 |
| 2. | "Sora wa Tobikiri Paradaisu (空はとびきりパラダイス)"                                                     | 3:56 |
| 3. | "Bai Bai Peace (off vocal) (ぽいぽいPEACE (off vocal))"                                                   | 4:17 |
| 4. | "Sora wa Tobikiri Paradaisu (off vocal) (空はとびきりパラダイス (off vocal))"                             | 3:55 |
| Tổng thời lượng:                                                                                          | Tổng thời lượng:                                                                                          | 16:25 |

| Azumanga Daioh Character CD Series Vol.5 Kagura (あずまんが大王 キャラクターCDシリーズVol.5 神楽) | Azumanga Daioh Character CD Series Vol.5 Kagura (あずまんが大王 キャラクターCDシリーズVol.5 神楽) | Azumanga Daioh Character CD Series Vol.5 Kagura (あずまんが大王 キャラクターCDシリーズVol.5 神楽) |
| STT                                                                                               | Nhan đề                                                                                           | Thời lượng                                                                                        |
| ------------------------------------------------------------------------------------------------- | ------------------------------------------------------------------------------------------------- | ------------------------------------------------------------------------------------------------- |
| 1.                                                                                                | "Ashita wa Makenai Go! Friend! (明日は負けないGO!FRIEND!)"                                        | 3:13                                                                                              |
| 2.                                                                                                | "Lazy Crazy Bonkuraazu (Lazy Crazy ボンクラーズ)"                                                 | 3:50                                                                                              |
| 3.                                                                                                | "Ashita wa Makenai Go! Friend! (off vocal) (明日は負けないGO!FRIEND! (off vocal))"                | 3:13                                                                                              |
| 4.                                                                                                | "Lazy Crazy Bonkuraazu (off vocal) (Lazy Crazy ボンクラーズ (off vocal))"                         | 3:51                                                                                              |
| Tổng thời lượng:                                                                                  | Tổng thời lượng:                                                                                  | 14:07                                                                                             |

| Azumanga Daioh Character CD Series Vol.6 Mizuhara Koyomi (あずまんが大王 キャラクターCDシリーズVol.6 水原 暦) | Azumanga Daioh Character CD Series Vol.6 Mizuhara Koyomi (あずまんが大王 キャラクターCDシリーズVol.6 水原 暦) | Azumanga Daioh Character CD Series Vol.6 Mizuhara Koyomi (あずまんが大王 キャラクターCDシリーズVol.6 水原 暦) |
| STT | Nhan đề | Thời lượng |
| --- | --- | --- |
| 1. | "Sorezore no One Way (それぞれの One way)"                                                                    | 5:01 |
| 2. | "Oishii Kimitachi (おいしいキミたち)"                                                                         | 3:47 |
| 3. | "Sorezore no One Way (off vocal) (それぞれの One way (off vocal))"                                            | 5:01 |
| 4. | "Oishii Kimitachi (off vocal) (おいしいキミたち (off vocal))"                                                 | 3:48 |
| Tổng thời lượng:                                                                                              | Tổng thời lượng:                                                                                              | 17:37 |

| Azumanga Daioh Character CD Series Vol.7 Tanizaki Yukari & Kurosawa Minamo (あずまんが大王 キャラクターCDシリーズVol.7 谷崎ゆかり&黒沢みなも) | Azumanga Daioh Character CD Series Vol.7 Tanizaki Yukari & Kurosawa Minamo (あずまんが大王 キャラクターCDシリーズVol.7 谷崎ゆかり&黒沢みなも) | Azumanga Daioh Character CD Series Vol.7 Tanizaki Yukari & Kurosawa Minamo (あずまんが大王 キャラクターCDシリーズVol.7 谷崎ゆかり&黒沢みなも) |
| STT | Nhan đề | Thời lượng |
| --- | --- | --- |
| 1. | "Otona wo Yasunde Dekakeyou (おとなを休んで出かけよう)"                                                                                       | 3:34 |
| 2. | "Tenshoku Equal Kaikan no Housoku (天職イコール快感の法則)"                                                                                   | 3:32 |
| 3. | "Otona wo Yasunde Dekakeyou (off vocal) (おとなを休んで出かけよう (off vocal))"                                                               | 3:34 |
| 4. | "Tenshoku Equal Kaikan no Housoku (off vocal) (天職イコール快感の法則 (off vocal))"                                                           | 3:32 |
| Tổng thời lượng: | Tổng thời lượng: | 14:12 |

| Azumanga Daioh Character CD Series Vol.8 Kaorin (あずまんが大王 キャラクターCDシリーズVol.8 かおりん) | Azumanga Daioh Character CD Series Vol.8 Kaorin (あずまんが大王 キャラクターCDシリーズVol.8 かおりん) | Azumanga Daioh Character CD Series Vol.8 Kaorin (あずまんが大王 キャラクターCDシリーズVol.8 かおりん) |
| STT                                                                                                   | Nhan đề                                                                                               | Thời lượng                                                                                            |
| --- | --- | --- |
| 1. | "Kaze no Mon-Ami (風のMon-Ami)"                                                                       | 4:19                                                                                                  |
| 2. | "Tea Rose de Aimashou (TeaRoseで眠りましょう)"                                                        | 3:27                                                                                                  |
| 3. | "Kaze no Mon-Ami (off vocal) (風のMon-Ami (off vocal))"                                               | 4:19                                                                                                  |
| 4. | "Tea Rose de Aimashou (off vocal) (TeaRoseで眠りましょう (off vocal))"                                | 3:26                                                                                                  |
| Tổng thời lượng:                                                                                      | Tổng thời lượng:                                                                                      | 15:31                                                                                                 |

| Azumanga Daioh Original Soundtrack Vol.1 (あずまんが大王 オリジナルサウンドトラック Vol.1) | Azumanga Daioh Original Soundtrack Vol.1 (あずまんが大王 オリジナルサウンドトラック Vol.1) | Azumanga Daioh Original Soundtrack Vol.1 (あずまんが大王 オリジナルサウンドトラック Vol.1) |
| STT                                                                                        | Nhan đề                                                                                    | Thời lượng                                                                                 |
| ------------------------------------------------------------------------------------------ | ------------------------------------------------------------------------------------------ | ------------------------------------------------------------------------------------------ |
| 1.                                                                                         | "Saa, Hajime You (さぁ、始めよう)"                                                         | 1:18                                                                                       |
| 2.                                                                                         | "Soramimi Cake (TV size) (空耳ケーキ(TV size))"                                            | 1:34                                                                                       |
| 3.                                                                                         | "Konna Tokini! (こんな時に!)"                                                              | 1:10                                                                                       |
| 4.                                                                                         | "Shingakki ①(新学期 ①)"                                                                    | 1:51                                                                                       |
| 5.                                                                                         | "Yasumi Jikan Desuka ① (休み時間デスカ ①)"                                                 | 1:38                                                                                       |
| 6.                                                                                         | "Yukkuri iko (ゆっくりいこ)"                                                               | 1:03                                                                                       |
| 7.                                                                                         | "......ma (……ま)"                                                                          | 0:52                                                                                       |
| 8.                                                                                         | "Bonkuraazu (ボンクラーズ)"                                                                | 0:37                                                                                       |
| 9.                                                                                         | "Nandaka (なんだか)"                                                                       | 1:04                                                                                       |
| 10.                                                                                        | "Douiu Kotokana (どういうことかな)"                                                        | 1:27                                                                                       |
| 11.                                                                                        | "Sore Wa, Chigaunja... (それは、ちがうんじゃ...)"                                          | 1:01                                                                                       |
| 12.                                                                                        | "Tsuna-watari ya de~ (つなわたりやで～)"                                                   | 0:51                                                                                       |
| 13.                                                                                        | "Shingakki ② (新学期 ②)"                                                                   | 1:29                                                                                       |
| 14.                                                                                        | "Bousou! Yukari-sensei ~Zenpen~ (暴走!ゆかり先生～前編～)"                                 | 0:50                                                                                       |
| 15.                                                                                        | "Bousou! Yukari-sensei ~Kouhen~ (暴走!ゆかり先生～後編～)"                                 | 0:38                                                                                       |
| 16.                                                                                        | "Chiyo-chan no Yuu'utsu (ちよちゃんのゆううつ)"                                            | 1:12                                                                                       |
| 17.                                                                                        | "Mata Ashita (また明日)"                                                                   | 1:25                                                                                       |
| 18.                                                                                        | "Sanpo Desu (お散歩です)"                                                                  | 1:22                                                                                       |
| 19.                                                                                        | "Shingakki ③ (新学期 ③)"                                                                   | 1:30                                                                                       |
| 20.                                                                                        | "Chiyo-chan Hashiru! (ちよちゃん走る!)"                                                    | 1:00                                                                                       |
| 21.                                                                                        | "Yasumi Jikan Desuka ② (休み時間デスカ ②)"                                                 | 1:26                                                                                       |
| 22.                                                                                        | "Ashita wa Yasumi daa! (明日はやすみだー!)"                                                | 1:03                                                                                       |
| 23.                                                                                        | "A, Ayashii... (あ、怪しい...)"                                                            | 1:26                                                                                       |
| 24.                                                                                        | "Shingakki ④ (新学期 ④)"                                                                   | 1:47                                                                                       |
| 25.                                                                                        | "Nande Yaro (なんでやろ)"                                                                  | 0:56                                                                                       |
| 26.                                                                                        | "Ichidaiji? (一大事!?)"                                                                    | 0:49                                                                                       |
| 27.                                                                                        | "Yoi Keshiki (よい景色)"                                                                   | 1:03                                                                                       |
| 28.                                                                                        | "Nani ga Desuka? (何がですか?)"                                                            | 0:53                                                                                       |
| 29.                                                                                        | "Oyasuminasai (おやすみなさい)"                                                            | 1:28                                                                                       |
| 30.                                                                                        | "Shingakki ⑤ (新学期 ⑤)"                                                                   | 1:11                                                                                       |
| 31.                                                                                        | "...Teokure Dattaka (…手遅れだったか)"                                                     | 0:56                                                                                       |
| 32.                                                                                        | "Daijoubu (大丈夫)"                                                                        | 0:40                                                                                       |
| 33.                                                                                        | "......ha? (……は?)"                                                                        | 0:38                                                                                       |
| 34.                                                                                        | "Shingakki ⑥ (新学期 ⑥)"                                                                   | 1:51                                                                                       |
| 35.                                                                                        | "Ganbare~ (がんばれ～)"                                                                    | 1:39                                                                                       |
| 36.                                                                                        | "Koshi Furu Yoru (星ふる夜)"                                                               | 1:56                                                                                       |
| 37.                                                                                        | "Kono Sora Noyouni (この空のように)"                                                       | 1:19                                                                                       |
| 38.                                                                                        | "Raspberry Heaven (TV size)"                                                               | 1:38                                                                                       |
| Tổng thời lượng:                                                                           | Tổng thời lượng:                                                                           | 46:31                                                                                      |

| Azumanga Daioh Original Soundtrack Vol.2 (あずまんが大王 オリジナルサウンドトラック Vol.2) | Azumanga Daioh Original Soundtrack Vol.2 (あずまんが大王 オリジナルサウンドトラック Vol.2) | Azumanga Daioh Original Soundtrack Vol.2 (あずまんが大王 オリジナルサウンドトラック Vol.2) |
| STT                                                                                        | Nhan đề                                                                                    | Thời lượng                                                                                 |
| ------------------------------------------------------------------------------------------ | ------------------------------------------------------------------------------------------ | ------------------------------------------------------------------------------------------ |
| 1.                                                                                         | "6 nin wa Itsudemo Issho (6人はいつでもいっしょ)"                                          | 2:02                                                                                       |
| 2.                                                                                         | "Nice desu yo (ナイスですよ)"                                                              | 2:06                                                                                       |
| 3.                                                                                         | "Yorokonderu...? (よろこんでる・・・?)"                                                    | 1:35                                                                                       |
| 4.                                                                                         | "Hodohodo ni ne (ほどほどにね)"                                                            | 2:30                                                                                       |
| 5.                                                                                         | "Ki wo Tsukeru (気をつけろ)"                                                               | 1:40                                                                                       |
| 6.                                                                                         | "Yuuyake Kouyake (夕焼け小焼け)"                                                           | 0:55                                                                                       |
| 7.                                                                                         | ""E"ye Catch 1 (「あ」イキャッチ1)"                                                        | 0:09                                                                                       |
| 8.                                                                                         | "Shiisaa Yaibiimi? (シーサーやいびーみ?)"                                                  | 1:57                                                                                       |
| 9.                                                                                         | "Umi no Naka de Osanpo (海の中でお散歩)"                                                   | 1:17                                                                                       |
| 10.                                                                                        | "Shuugakuryokou desu ka (修学旅行デスカ)"                                                  | 1:48                                                                                       |
| 11.                                                                                        | "Yume no Shima e (夢の島へ)"                                                               | 1:06                                                                                       |
| 12.                                                                                        | "Yamapikarya!! (ヤマピカリャー!!)"                                                         | 2:13                                                                                       |
| 13.                                                                                        | "Yamapikarya!? (ヤマピカリャー!?)"                                                         | 0:48                                                                                       |
| 14.                                                                                        | ""E"ye Catch 2 (「あ」イキャッチ2)"                                                        | 0:09                                                                                       |
| 15.                                                                                        | "Maya to Ita Kisetsu (マヤーといた季節)"                                                   | 1:30                                                                                       |
| 16.                                                                                        | "Maya to Issho (マヤーといっしょ)"                                                         | 1:32                                                                                       |
| 17.                                                                                        | "Osaka, Ooi ni Kataru (大阪、大いに語る)"                                                  | 1:42                                                                                       |
| 18.                                                                                        | ""A" ttoiu ma no 3 Nenkan (「あ」っというまの3年間)"                                       | 2:18                                                                                       |
| 19.                                                                                        | "Sakura, Sake (サクラ、咲け)"                                                              | 1:32                                                                                       |
| 20.                                                                                        | "Chiisana Shoujo ni Shukufuku wo (小さな少女に祝福を)"                                     | 1:34                                                                                       |
| 21.                                                                                        | "Minna, Zutto, Issho. (みんな、ずっと、一緒。)"                                            | 2:56                                                                                       |
| 22.                                                                                        | "Opening (オープニング)"                                                                   | 0:28                                                                                       |
| 23.                                                                                        | "Bakuhatsu Bonkuraazu (爆発ボンクラーズ)"                                                  | 1:35                                                                                       |
| 24.                                                                                        | "Chiyochan wa 10-sai de Koukousei (ちよちゃんは10才で高校生)"                              | 1:30                                                                                       |
| 25.                                                                                        | "Osaka Jugyouchuu no Bousou (大阪授業中の空想)"                                            | 2:39                                                                                       |
| 26.                                                                                        | "Osage wo Sagashite Suspense (おさげを探してサスペンス)"                                   | 1:54                                                                                       |
| 27.                                                                                        | "Chiyo-teki Fantasy (ちよ的ファンタジー)"                                                  | 3:30                                                                                       |
| 28.                                                                                        | "Another Chiyo (アナザーちよ)"                                                             | 1:49                                                                                       |
| 29.                                                                                        | "Ichinichi no Owari ni (一日の終わりに)"                                                   | 1:26                                                                                       |
| 30.                                                                                        | "Daijoubu desu yo (大丈夫ですよ)"                                                          | 0:41                                                                                       |
| 31.                                                                                        | "Daijoubu! (大丈夫!)"                                                                      | 0:41                                                                                       |
| 32.                                                                                        | "Makeruna Chiyo-chan (負けるなちよちゃん)"                                                 | 1:36                                                                                       |
| 33.                                                                                        | "Genki...ya de? (元気…やで?)"                                                              | 1:28                                                                                       |
| 34.                                                                                        | "Chiyo-chan no Tsukurimasho (ちよちゃんのつくりましょ)"                                    | 0:22                                                                                       |
| Tổng thời lượng:                                                                           | Tổng thời lượng:                                                                           | 52:58                                                                                      |

| Tribute to Azumanga Daioh (Tribute to あずまんが大王) | Tribute to Azumanga Daioh (Tribute to あずまんが大王)                   | Tribute to Azumanga Daioh (Tribute to あずまんが大王) |
| STT                                                   | Nhan đề                                                                 | Thời lượng                                            |
| ----------------------------------------------------- | ----------------------------------------------------------------------- | ----------------------------------------------------- |
| 1.                                                    | "Soramimi Cake (空耳ケーキ)"                                            | 4:02                                                  |
| 2.                                                    | "Kaze No Iro March (風の色マーチ)"                                      | 3:14                                                  |
| 3.                                                    | "Hoshi No Megane (星のめがね)"                                          | 2:48                                                  |
| 4.                                                    | "Kurumi Narasu Aozora (胡桃鳴らす青空)"                                 | 3:34                                                  |
| 5.                                                    | "Douiukotokana (Koori No Juujika Hen) (どういうことかな(氷の十字路編))" | 3:44                                                  |
| 6.                                                    | "Kaze No Iro March (reprise) (風の色マーチ(reprise))"                   | 0:06                                                  |
| 7.                                                    | "Moi Moi"                                                               | 4:07                                                  |
| 8.                                                    | "Weepin' rain"                                                          | 3:04                                                  |
| 9.                                                    | "Asayake Senro (朝焼け線路)"                                            | 4:03                                                  |
| 10.                                                   | "Raspberry Heaven"                                                      | 1:37                                                  |
| Tổng thời lượng:                                      | Tổng thời lượng:                                                        | 30:19                                                 |

| Tribute to Azumanga Daioh LIVE (Tribute to あずまんが大王 ライブ) | Tribute to Azumanga Daioh LIVE (Tribute to あずまんが大王 ライブ)                                                                            | Tribute to Azumanga Daioh LIVE (Tribute to あずまんが大王 ライブ) |
| STT                                                               | Nhan đề | Thời lượng                                                        |
| ----------------------------------------------------------------- | --- | ----------------------------------------------------------------- |
| 1.                                                                | "Saa, Hajimeyou (さぁ、始めよう)" | 1:19                                                              |
| 2.                                                                | "Shingakki 1 (新学期1)" | 1:57                                                              |
| 3.                                                                | "Konna Toki ni! (こんな時に!)" | 1:20                                                              |
| 4.                                                                | "Dou iu koto ka naa (どういうことかな)" | 1:27                                                              |
| 5.                                                                | "Osanpo Desu (お散歩です)" | 1:22                                                              |
| 6.                                                                | "......Ma (……ま)" | 0:54                                                              |
| 7.                                                                | "Daijoubu Desu yo (大丈夫ですよ)" | 0:46                                                              |
| 8.                                                                | "Nani ga desu ka? (何がですか)" | 1:17                                                              |
| 9.                                                                | "Mata Ashita~Ichinichi no Owari ni (また明日~一日の終わりに)"                                                                                | 2:13                                                              |
| 10.                                                               | "Chiyo-chan Hashiru! (ちよちゃん走る!)" | 1:10                                                              |
| 11.                                                               | "Ashita wa yasumi da~! (明日はやすみだー!)"                                                                                                  | 1:14                                                              |
| 12.                                                               | "6-nin wa Itsudemo Issho (6人はいつでもいっしょ)"                                                                                            | 2:01                                                              |
| 13.                                                               | "Yasumi jikan desu ka ? 1 (休み時間デスカ1)"                                                                                                 | 1:36                                                              |
| 14.                                                               | "Bousou! Yukari-sensei ~Zenpen~ / Bousou! Yukari-sensei ~Kouhen~ (暴走! ゆかり先生 ～前編～(栗原正己)／暴走! ゆかり先生 ～後編～(栗原正己))" | 1:36                                                              |
| 15.                                                               | "See-saw yaibiimi? (シーサーやいびーみ?)" | 1:56                                                              |
| 16.                                                               | "Minna, Zutto Issho. (みんな、ずっと、一緒。)"                                                                                               | 2:56                                                              |
| 17.                                                               | "Hoshi no Megane (星のめがね)" | 2:58                                                              |
| 18.                                                               | "Weepin' Rains" | 2:58                                                              |
| 19.                                                               | "Shikkari! Try La La! (しっかり! TRY La Lai)"                                                                                                | 4:38                                                              |
| 20.                                                               | "Sarabai! (サラバイ!)" | 3:24                                                              |
| 21.                                                               | "Maa Yatto Ita Kisetsu (マヤーといた季節)"                                                                                                   | 2:03                                                              |
| 22.                                                               | "Asa Yake Senro (朝焼け線路)" | 4:22                                                              |
| 23.                                                               | "Soramimi Cake (空耳ケーキ)" | 3:49                                                              |
| 24.                                                               | "Raspberry Heaven" | 4:08                                                              |
| 25.                                                               | "Moi Moi ～Encore～" | 5:12                                                              |
| 26.                                                               | "Kaze no iro March ~Encore~ (風の色マーチ ～Encore～)"                                                                                       | 3:35                                                              |
| Tổng thời lượng:                                                  | Tổng thời lượng: | 01:02:11                                                          |

| Azumanga Daioh Vocal Collection Utaimasho (あずまんが大王 ヴォーカルコレクション うたいましょ) | Azumanga Daioh Vocal Collection Utaimasho (あずまんが大王 ヴォーカルコレクション うたいましょ) | Azumanga Daioh Vocal Collection Utaimasho (あずまんが大王 ヴォーカルコレクション うたいましょ) |
| STT                                                                                            | Nhan đề                                                                                        | Thời lượng                                                                                     |
| ---------------------------------------------------------------------------------------------- | ---------------------------------------------------------------------------------------------- | ---------------------------------------------------------------------------------------------- |
| 1.                                                                                             | "Soramimi Cake (空耳ケーキ)"                                                                   | 3:57                                                                                           |
| 2.                                                                                             | "Tukurimasyou! (つくりましょう!)"                                                              | 2:39                                                                                           |
| 3.                                                                                             | "Kokoro ha Syoujyo de Parachute (心は少女でパラシュート)"                                      | 4:06                                                                                           |
| 4.                                                                                             | "Sikkari! TRY La Lai (しっかり!TRY La Lai)"                                                    | 4:51                                                                                           |
| 5.                                                                                             | "Poi Poi Peace (ぽいぽいPEACE)"                                                                | 4:18                                                                                           |
| 6.                                                                                             | "Ashita wa Makenai! Go! Friend! (明日は負けないGO! FRIEND!)"                                   | 3:14                                                                                           |
| 7.                                                                                             | "Hororin Confetti (ほろりんコンフェティ)"                                                      | 4:39                                                                                           |
| 8.                                                                                             | "Sorezore no One Way (それぞれのOne way)"                                                      | 5:03                                                                                           |
| 9.                                                                                             | "Otona wo Yasunde Dekakeyou (おとなを休んで出かけよう)"                                        | 3:36                                                                                           |
| 10.                                                                                            | "Kaze no Mon-Ami (風のMon-Ami)"                                                                | 4:21                                                                                           |
| 11.                                                                                            | "Sarabai!(Eiga Ver.) (サラバイ! (映画ver.))"                                                   | 3:23                                                                                           |
| 12.                                                                                            | "Raspberry Heaven"                                                                             | 3:31                                                                                           |
| Tổng thời lượng:                                                                               | Tổng thời lượng:                                                                               | 47:38                                                                                          |

### Sách
Hai artbook cho bộ anime là Azumanga Daioh the Animation Visual Book 1 (あずまんが大王 THE ANIMATION ビジュアルブック(1)) và Azumanga Daioh the Animation Visual Book 2 (あずまんが大王 THE ANIMATION ビジュアルブック(2)) đã phát hành vào ngày 26 tháng 8 năm 2002 và ngày 10 tháng 12 năm 2002.

### Trò chơi điện tử
Ba trò chơi điện tử dựa theo Azumanga Daioh đã được phát hành. Bandai đã phát hành trò Azumanga Donjyara Daioh có yếu tố giống như mạt chược cho hệ PlayStation vào ngày 18 tháng 4 năm 2002. Taito Corporation đã phát hành trò Azumanga Puzzle Daioh chỉ dành cho hệ máy cầm tay với yếu tố bắn bong bóng vào ngày 01 tháng 6 năm 2002. King Records đã phát hành trò Azumanga Daioh Advance cho hệ Game Boy Advance với yếu tố chơi bài vào ngày 25 tháng 4 năm 2003.

## Đón nhận
Tại Nhật Bản, Azumanga Daioh đã lọt vào danh sách đề nghị tại Liên hoan Nghệ thuật Truyền thông Nhật Bản lần thứ 6 năm 2002. Loạt manga đã lọt vào danh sách 25 manga bán chạy nhất năm 2006 của Liên hoan Nghệ thuật Truyền thông Nhật Bản.
Phiên bản tiếng Anh của loạt manga cũng nhận được nhiều nhận xét tích cực. Tại Manga: The Complete Guide, Jason Thompson đã đánh giá "hài hước hấp dẫn" và "bậc thầy thầm lặng của phong cách yonkoma", ông khen ngợi loạt manga chọn thời điểm gây cười rất tốt cũng như các lời nói đùa rất hay. Ông thấy điểm nhấn của tác phẩm là "khả năng miêu tả nhân vật" của nó, nhưng đồng thời cũng nói rằng bản chất moe cùng các trò đùa của nó có thể làm bực mình một số độc giả.